# 하노이
하노이(베트남어: Hà Nội / 河内)는 베트남의 수도다. 역대 왕조가 왕도를 정했던 도시로, 홍강 삼각주, 홍강 서편에 위치한다. 베트남 최대의 도시인 호치민에서는 북쪽으로 1,720km, 항구도시 하이퐁에서 서쪽으로 105km 떨어져 있다.
오랜 역사를 지닌 도시로 서기 201년부터 기록에 등장하며 한낱 일개 도시였으나 1010년 전레왕조의 수도가 되면서 베트남의 역대 왕조는 이곳 하노이를 수도로 삼았다. 응우옌 왕조는 안남의 후에를 황도로 삼았으나 프랑스 통치 시대에는 1887년부터 1954년까지 식민지 기간에 이곳에 통킹 지방의 행정청을 두어 행정의 중심으로 삼았다. 1945년부터는 베트남 민주공화국의 수도가 되었고, 1954년에서 1976년까지 북베트남의 수도였고, 1976년 통일 후에 베트남의 수도가 되었다.
2007년 기준으로 인구는 3,398,889명이었지만 2008년 3월 29일 하떠이성, 빈푹성 등 주변의 여러 지역이 하노이 광역권과 통합이 결정됨으로써 하노이의 면적은 기존에 비해 3배가량 확장된 3,359.8km2에 이르렀다. 또한 29개의 세부 행정구역으로 분할되면서 인구도 6,232,940명으로 늘어났다. 2010년에는 정도 1,000주년을 축하하는 행사를 벌였다.

## 역사
하노이에 사람이 거주한 것은 기원전 3000년으로 거슬러 올라가며, 최초의 주거지 중의 하나로 알려진 것은 기원전 200년 경의 꼴로아 성채이다.
원래는 일개 군소 도시에 불과하였으나 1010년 전레[前黎] 왕조의 국왕 리타이또(Lý Thái Tổ)는 하노이 지역 탕롱에 수도를 옮기면서 발전하였다. 리 왕조 또한 이 땅을 수도로 발전하였다. 리 왕조의 성립 이후, 1802년에 응우옌 왕조가 성립되면서 후에로 수도를 옮길 때까지 왕도로서 번영하였다. 그 후 탕롱, 통킹 등으로 불리다가 1831년에 현재의 명칭이 되었다. 1873년에는 프랑스에 점령되어 1887년 이후 프랑스령 인도차이나의 중심지가 되었다.
1940년 일본군이 프랑스령 인도차이나에 진주하게 되면서 하노이도 사실상 일본 점령 하에 놓이지만 1945년 8월에 일본군이 항복함으로써 일본 점령이 끝난다. 1945년 9월 2일에 하노이에서 베트남 민주공화국(북 베트남)의 독립을 선언하였다. 그 후 1946년부터 1954년까지 독립을 위한 제1차 인도차이나 전쟁이 일어나면서 하노이도 전장이 되어 한때 프랑스군이 점령했다. 그러나 베트남의 승리로 전쟁이 끝나면서 하노이는 베트남 민주공화국의 수도가 되었다.
베트남 전쟁 중에는 다리나 도로 등의 교통과 관련된 사회간접자본이 미군의 집중적인 폭격을 받았다. 미국이 철수하고 1976년에 남북 베트남이 통일됨으로써 하노이는 베트남 사회주의 공화국의 수도가 되었다. 그리하여 하노이의 전체 면적은  29개 구에 334,470 헥타아르로 늘어났으며, 인구는 6,232,940명이 되었다.
2006년 11월 18일부터 이틀간 이곳 하노이에서 아시아 태평양 경제협력체(APEC) 정상회담이 개최되었다.
2008년 5월 29일, 하떠이성, 빈푹성, 메린현, 호아빈성의 르엉선현 4개 싸(社)가 하노이 광역시로 2008년 8월 1일부로 편입되는 것이 결정되었다.
2010년에는 1010년에 리 태조가 하노이 천도를 한 1000주년에 해당하기 때문에 다양한 기념 행사가 열렸다. 같은 해 10월 10일에 군사 퍼레이드도 진행되었다.
2019년의 아시안 게임의 개최지로 예정되었지만, 경제적 이유로 개최를 포기했다.
하노이는 최근 급격한 건축붐이 일고 있다. 신도시 지역에 툭 튀어나온 마천루는 도시 풍경을 바꿔 놓았고, 오래된 도시에서 벗어나 현대적인 스카이라인을 만들어가고 있다. 2015년에, 엠포리스는 하노이를 100m 이상의 마천루를 가진 세계 39위의 도시로 선정했다. 그 2개의 높은 빌딩은 하노이 랜드마크 72 타워(336m, 베트남에서 가장 높고, 동남아에서는 말레이지아의 페트로나스 트윈 타워에 이어 두 번째로 높다)와 롯데센터 하노이(272m, 베트남에서 두 번째로 높은 빌딩)이다.

## 인구

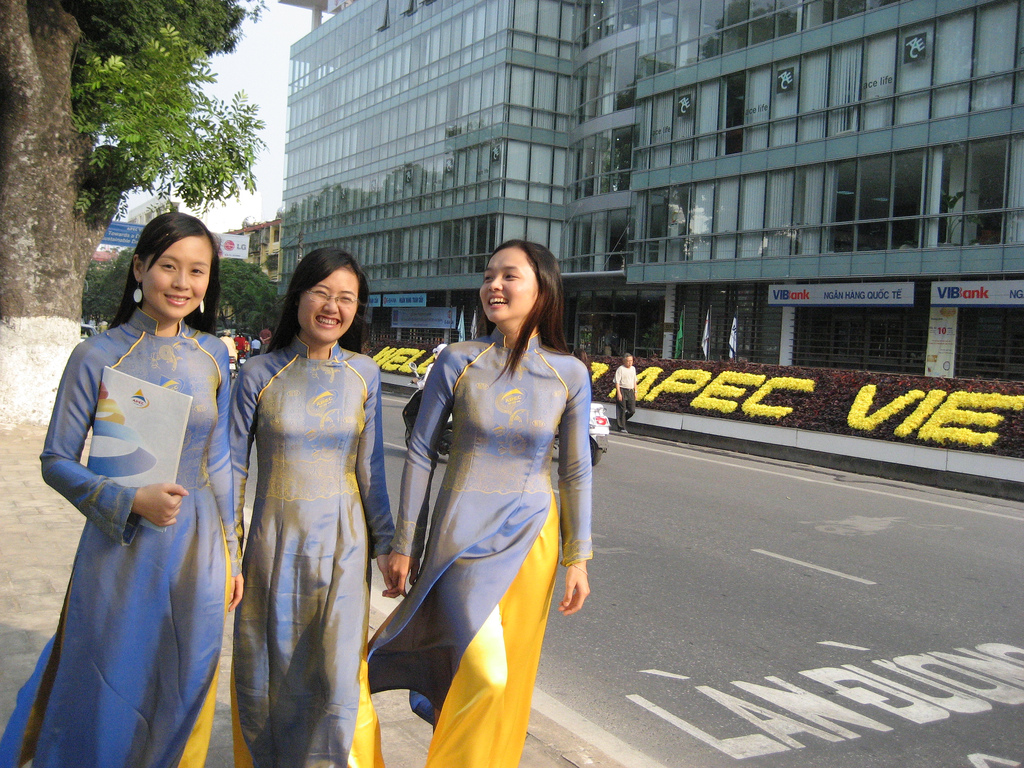
베트남 전통 의상 아오자이를 입은 여성들 (2006년, APEC 정상회담 기간)

하노이의 인구는 지속적으로 증가하고 있으며 (연간 약 3.5%), 이 도시는 북부 베트남의 주요 대도시이자 정치 중심지이기도 하다. 그러나 인구 증가는 사회간접자본의 구축에 많은 압박을 가하기도 한다.
3세대 이상 동안 정착한 하노이 토박이의 수는 도시 전체 인구와 비교했을 때 매우 적다. 수백 년 전에 시작된 상업이 주로 가족 사업으로 이루어진 구시가지에서도 오늘날의 길거리 상점의 대부분은 다른 지방의 상인이나 소매상이 소유하고 있다. 원래 주인 가족은 상점을 빌려서 인접한 집으로 이사하거나 이웃에서 이사했을 수도 있다. 변화의 속도는 중앙 계획 경제 정책을 포기하고 지구 기반의 가구 등록 제도를 완화한 후에 특히 가속화되었다.
하노이의 전화번호는 수요에 대처하기 위해 2008년 10월 8자리로 증가했다. 가입자의 전화 번호가 임의로 변경되었지만, 휴대전화 및 SIM 카드는 베트남에서 즉시 사용할 수 있으며 하노이의 모든 지역에서 선불 휴대폰을 사용할 수 있다.

## 기후
하노이의 날씨는 전형적인 북 베트남의 아열대 날씨로 쾨펜의 기후 구분에 의하면 많은 강수를 동반한 온대 하우 기후(Cwa) 또는 온난 습윤 기후(Cfa)이다.
여름은 덥고 습하며, 겨울은 비교적 시원하고 건조하다. 5월에서 9월에 이르는 여름철에 대부분의 비가 내리고 연간 강수량은 1,682mm이다. 11월에서 3월에 이르는 겨울철에는 비교적 건조하고, 봄에는 약간의 비를 동반한다. 하노이의 최저 기온은 6–7 °C 정도이며, 겨울에도 한파가 없다. 여름은 38–40 °C에 이르는 무더운 날씨이다.
| 하노이의 기후 | 하노이의 기후 | 하노이의 기후 | 하노이의 기후 | 하노이의 기후 | 하노이의 기후 | 하노이의 기후 | 하노이의 기후 | 하노이의 기후 | 하노이의 기후 | 하노이의 기후 | 하노이의 기후 | 하노이의 기후 | 하노이의 기후   |
| 월 | 1월           | 2월           | 3월           | 4월           | 5월           | 6월           | 7월           | 8월           | 9월           | 10월          | 11월          | 12월          | 연간            |
| --- | ------------- | ------------- | ------------- | ------------- | ------------- | ------------- | ------------- | ------------- | ------------- | ------------- | ------------- | ------------- | --------------- |
| 역대 최고 기온 °C (°F) | 33.1 (91.6)   | 35.1 (95.2)   | 38.9 (102.0)  | 39.9 (103.8)  | 42.8 (109.0)  | 42.5 (108.5)  | 40.8 (105.4)  | 39.7 (103.5)  | 37.4 (99.3)   | 36.6 (97.9)   | 36.0 (96.8)   | 31.9 (89.4)   | 42.8 (109.0)    |
| 일평균 최고 기온 °C (°F) | 19.8 (67.6)   | 20.6 (69.1)   | 23.2 (73.8)   | 27.7 (81.9)   | 31.9 (89.4)   | 33.4 (92.1)   | 33.4 (92.1)   | 32.6 (90.7)   | 31.5 (88.7)   | 29.2 (84.6)   | 25.7 (78.3)   | 22.0 (71.6)   | 27.6 (81.7)     |
| 일일 평균 기온 °C (°F) | 16.6 (61.9)   | 17.7 (63.9)   | 20.3 (68.5)   | 24.2 (75.6)   | 27.6 (81.7)   | 29.3 (84.7)   | 29.4 (84.9)   | 28.7 (83.7)   | 27.7 (81.9)   | 25.3 (77.5)   | 21.9 (71.4)   | 18.3 (64.9)   | 23.9 (75.0)     |
| 일평균 최저 기온 °C (°F) | 14.5 (58.1)   | 15.8 (60.4)   | 18.4 (65.1)   | 21.9 (71.4)   | 24.8 (76.6)   | 26.4 (79.5)   | 26.5 (79.7)   | 26.1 (79.0)   | 25.2 (77.4)   | 22.8 (73.0)   | 19.3 (66.7)   | 15.8 (60.4)   | 21.5 (70.7)     |
| 역대 최저 기온 °C (°F) | 2.7 (36.9)    | 5.0 (41.0)    | 7.0 (44.6)    | 9.8 (49.6)    | 15.4 (59.7)   | 20.0 (68.0)   | 21.0 (69.8)   | 20.9 (69.6)   | 16.1 (61.0)   | 12.0 (53.6)   | 6.8 (44.2)    | 3.6 (38.5)    | 2.7 (36.9)      |
| 평균 강수량 mm (인치) | 22.5 (0.89)   | 24.6 (0.97)   | 47.0 (1.85)   | 91.8 (3.61)   | 185.4 (7.30)  | 253.3 (9.97)  | 280.1 (11.03) | 309.4 (12.18) | 228.3 (8.99)  | 140.7 (5.54)  | 66.7 (2.63)   | 20.2 (0.80)   | 1,670.1 (65.75) |
| 평균 강우일수 | 9.5           | 11.4          | 15.9          | 13.7          | 14.6          | 14.8          | 16.6          | 16.5          | 13.2          | 9.7           | 6.8           | 5.2           | 147.9           |
| 평균 상대 습도 (%) | 79.9          | 82.5          | 84.5          | 84.7          | 81.1          | 80.0          | 80.7          | 82.7          | 81.0          | 78.5          | 77.1          | 76.2          | 80.7            |
| 평균 월간 일조시간 | 68.7          | 48.1          | 45.5          | 87.4          | 173.7         | 167.0         | 181.1         | 163.0         | 162.4         | 150.3         | 131.6         | 113.0         | 1,488.5         |
| 출처 1: 베트남 과학기술양성연구소 |               |               |               |               |               |               |               |               |               |               |               |               |                 |
| 출처 2: Hanoi.gov.vn (1월/5월 극값), danviet.vn (6월 극값), Imh.ac.vn (8월 극값), Nchmf.gov.vn, The Yearbook of Indochina (4월/5월 극값) |               |               |               |               |               |               |               |               |               |               |               |               |                 |

## 행정 구역

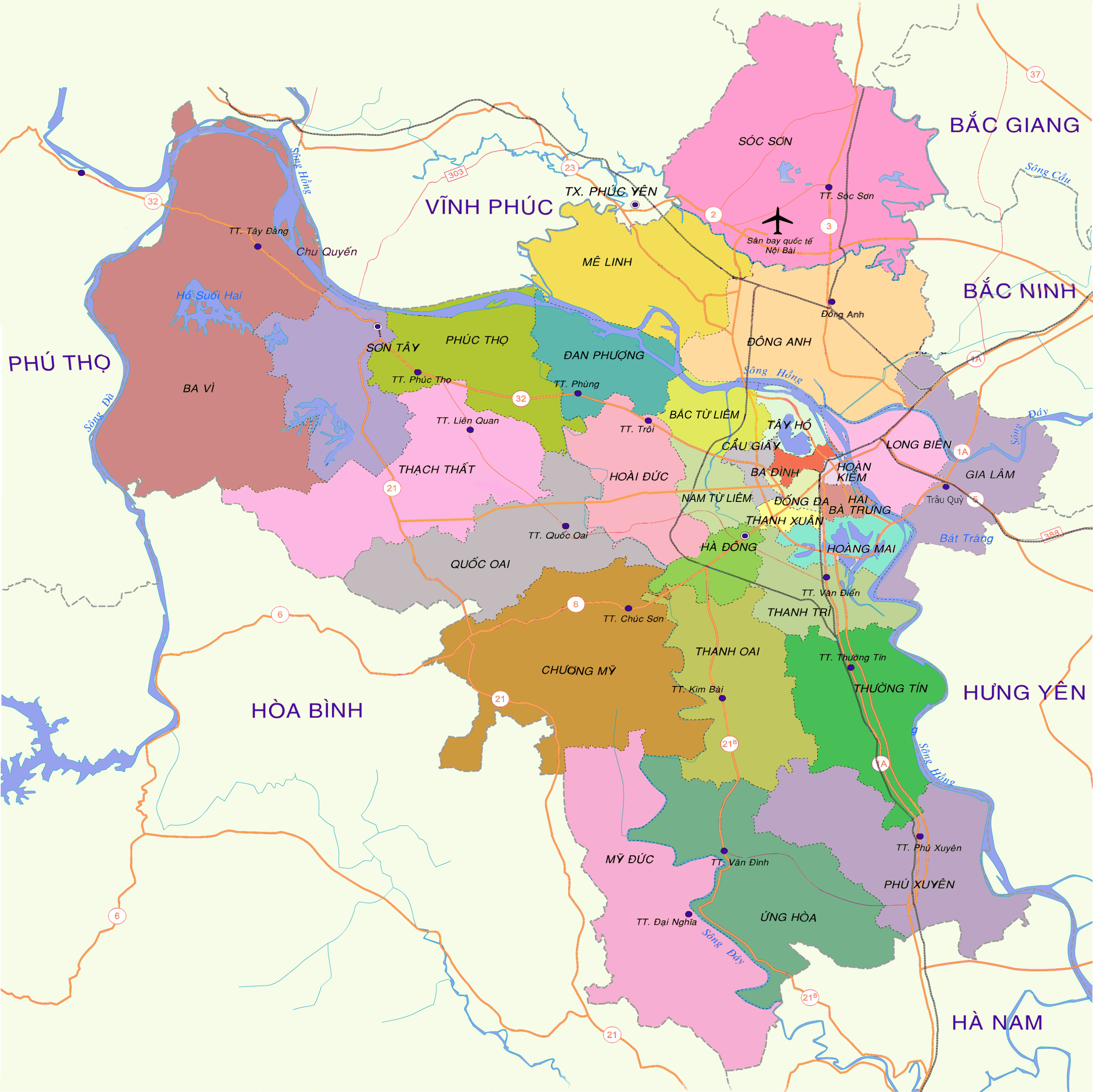
하노이의 행정구역

하노이는 12개의 군이 있으며 1개의 시사, 17개의 시외 현이 있다. 2008년 5월 29일, 베트남 국회에서 하떠이성 전역과 빈푹성, 메린현, 호아빈성, 르엉선에 있는 4개의 현(동쑤언, 띠엔쑤언, 옌빈, 옌쭝)을 하노이 시에 합병하기로 결의하여, 2008년 8월 1일에 합병되었다. 이 합병으로 하노이의 면적은 약 3.6배, 인구는 약 2배가 되었다.
| 지방도시/구                    | 프엉 (坊, phường)    | 면적 (km2)           | 인구                 |
| 1시사 (市社, thị xã)           | 1시사 (市社, thị xã) | 1시사 (市社, thị xã) | 1시사 (市社, thị xã) |
| ------------------------------ | -------------------- | -------------------- | -------------------- |
| 선떠이 (山西, Sơn Tây)         | 15                   | 113.474              | 151.090              |
| 12개 군 (郡, Quận)             |                      |                      |                      |
| 바딘(巴亭, Ba Đình)            | 14                   | 9.224                | 226.315              |
| 꺼우저이(梂紙, Cầu Giấy)       | 8                    | 12.04                | 294.235              |
| 동다(棟多, Đống Đa)            | 21                   | 9.96                 | 376.709              |
| 하이바쯩(𠄩婆徵, Hai Bà Trưng) | 20                   | 14.6                 | 304.101              |
| 하동(河東, Hà Đông)            | 17                   | 47.917               | 382.637              |
| 호안끼엠(還劍, Hoàn Kiếm)      | 18                   | 5.29                 | 141.687              |
| 호앙마이(黃梅, Hoàng Mai)      | 14                   | 41.04                | 540.732              |
| 롱비엔(龍編, Long Biên)        | 14                   | 60.38                | 337.982              |
| 떠이호(西湖, Tây Hồ)           | 8                    | 24                   | 167.851              |
| 타인쑤언(靑春, Thanh Xuân)     | 11                   | 9.11                 | 293.292              |
| 박뜨리엠(北慈廉, Bắc Từ Liêm)  | 13                   | 43.35                | 354.364              |
| 남뜨리엠(南慈廉, Nam Từ Liêm)  | 10                   | 32.27                | 282.444              |
| 소계                           | 145                  | 233.55               | 3,702.349            |
| 17개 현(縣, Huyện)             |                      |                      |                      |
| 바비(𠀧位, Ba Vì)              | 30 + 1 현            | 428.0                | 305.933              |
| 쯔엉미(彰美, Chương Mỹ)        | 30 + 2 현            | 232.9                | 347.564              |
| 단프엉현(丹鳳, Đan Phượng)     | 15 + 1 현            | 76.8                 | 185.653              |
| 동아인(東英, Đông Anh)         | 23 + 1 현            | 182.3                | 409.916              |
| 자럼(嘉林, Gia Lâm)            | 20 + 2 현            | 114.0                | 292.943              |
| 호아이득(懷德, Hoài Đức)       | 19 + 1 현            | 95.3                 | 257.633              |
| 메린(麊泠, Mê Linh)            | 16 + 2 현            | 141.26               | 241.633              |
| 미득(美德, Mỹ Đức)             | 21 + 1 현            | 230.0                | 203.778              |
| 푸쑤옌(富川, Phú Xuyên)        | 25 + 2 현            | 171.1                | 229.847              |
| 푹토(福壽, Phúc Thọ)           | 20 + 1 현            | 113.2                | 194.754              |
| 꾸옥오아이(國威, Quốc Oai)     | 20 + 1 현            | 136.0 (2001)         | 203.079              |
| 속선(朔山, Sóc Sơn)            | 25 + 1 현            | 306.51               | 357.652              |
| 탁텟(石室, Thạch Thất)         | 22 + 1 현            | 128.1                | 223.844              |
| 타인오아이(靑威, Thanh Oai)    | 20 + 1 현            | 129.6                | 227.541              |
| 타인찌 (靑池, Thanh Trì)       | 15 + 1 현            | 98.22                | 288.839              |
| 트엉띤(常信, Thường Tín)       | 28 + 1 현            | 127.7                | 262.222              |
| 응호아(應和, Ứng Hòa)          | 28 + 1 현            | 183.72               | 212.224              |
| 소계                           | 383 + 21 현          | 3,266.186            | 4,445.055            |
| 총계                           | 579 + 22 현          | 3,344.47             | 8,298.494            |

## 경제
프라이스워터하우스쿠퍼스의 최근 순위에 따르면, 하노이는 2008년에서 2025년까지 GDP 성장이 전세계적으도 정상급 성장을 이루는 도시로 예측되고 있다. 2013년에, 하노이는 GDP에 12.6%를 기여하였고, 전체 수출의 7.5%, 국가예산의 17%, 베트남 투자 자본의 22%를 차지했다. 현재 도시의 명목 GDP는 2013년 451,213억 VND (214억 5천만 USD)에 달했고 이로 인해 1인당 GDP는 6,330만 VND (3,000 USD)에 달했다. 이 도시의 산업 생산은 1990년대 이래로 1991년부터 1995년까지 평균 19.1%, 1996년~2000년 평균 15.9%, 2001년~2003년 평균 20.9%의 급성장을 보였다. 8개 기존 산업단지 외에도 하노이에 5개 새로운 대규모 산업단지, 16개 중소형 산업 단지를 구축하고 있다. 비국가 경제 분야는 현재 기업법 (2007년 3월 현재) 하에 운영되는 48,000개 이상의 기업이 빠르게 확대하고 있다.
무역은 하노이의 또 다른 강점이다. 2003년에 하노이에는 161개국과 지점에 관계를 맺고 2,000개의 사업체가 외국 무역에 종사했다. 이 도시의 수출 가치는 1996년에서 2000년까지 평균 11.6%, 2001년부터 2003년까지 평균 9.1% 증가했다. 경제 구조는 관광, 금융에 중요한 변화가 일어나고 있고, 은행은 이제 점점 더 중요한 역할을 하고 있다. 하노이의 전통 상업지구는 호안끼엠군, 하이바쯩군 및 동다군이다. 서쪽에는 꺼우저이군과 남뜨리엠군이 새로 개발되었다.
호치민과 마찬가지로 하노이는 빠르게 발전하는 부동산 시장을 누리고 있다. 현재 가장 주목할만한 새로운 도시 지역은 중앙 쩡호아 년친, 미딘의 찌푸트라 고급 주택가, 로얄 시티가 있는 응우엔 짜이 거리(타인쑤언군)와 하이바쯩군의 타임즈 시티 등이 있다.
하노이 경제의 기둥이었던 농업은 새로운 고수익 식물 품종과 가축을 도입하고 현대 농업 기술을 적용하기 위해 노력하고 있다.
경제성장을 시작한 경제개혁 이후 하노이의 외관은 특히 최근 몇 년 동안 크게 바뀌었다. 새로운 도로와 개선된 대중교통 체계를 갖춘 인프라가 끊임없이 업그레이드되고 있다. 하노이시는 졸리비, 롯데리아, 피자헛, KFC 등 많은 패스트푸드 체인을 도시에 허용했다. 하노이의 현지인들은 사치품과 항구적 비품을 나타내는 ‘패스트푸드’를 구입할 수 있는 경제력을 지니고 있다.
하노이의 일자리 4분의 3 이상이 국영이다. 일자리의 9%는 집단 소유 조직에 의해 제공된다. 13.3%의 일자리가 민간 부문에 있다. 국영기업의 규모가 축소되고, 민간기업이 성장함에 따라 고용 구조가 빠르게 변화하고 있다. 하노이에는 도시에서 하노이의 기술을 향상시키는 사람들만 수용할 수 있도록 하는 이주통제 기능이 있다. 2006년 인구 조사에 따르면 5,600명의 농산물 판매 업체가 하노이에 있으며 그중 90%가 주변 농촌 지역에서 왔다. 이 수치는 농촌 지역보다는 도시 지역에서 훨씬 더 높은 수입 잠재력을 나타낸다. "소상공인"사업 보고서에 의하면 저학력, 시골 출신의 여성 행상이 지역의 풀뿌리 경제 발전을 담당하고 있다. 2008년 7월, 하노이시 정부는 공중보건과 도시이미지 현대화 정책의 일환으로 부분적으로 62개 거리에서 노점상과 길거리 기반의 상거래를 금지하는 정책을 고안하여 외국인 유치를 계획했다. 많은 외국인들은 1986년 도이모이 정책 이전에는 거리 자판기가 훨씬 덜 흔했지만, 그 상인들이 전통적인 향수를 불러일으키는 아우라를 도시에 보탠다고 믿는다. 행상인들은 금지정책에 효율적인 저항을 하지 못하고 있으며, 하노이의 현대를 지배하는 자본주의 틀에 끼인 채 남아있다.

## 교육

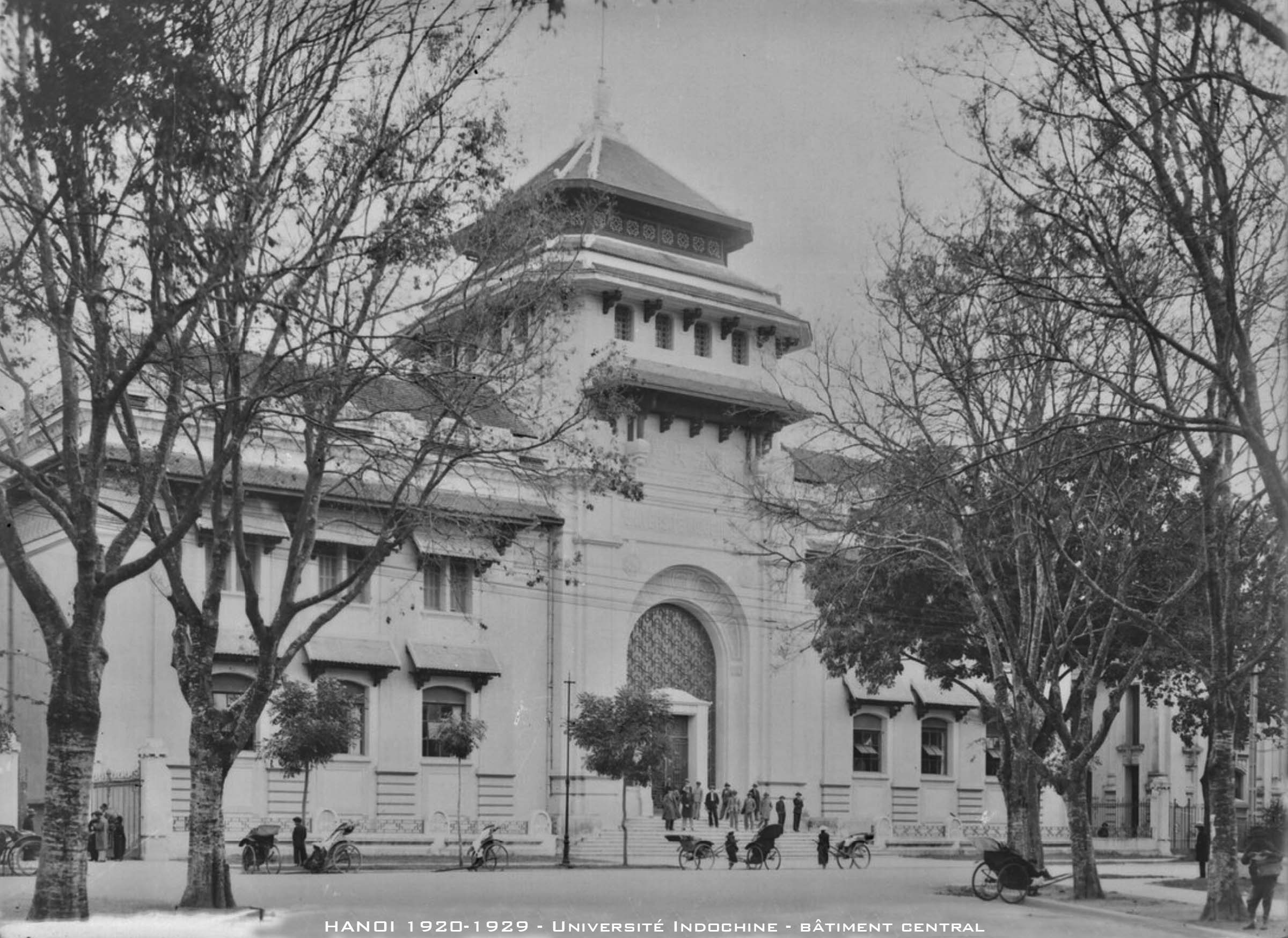
20C초 건립된 하노이 의학 칼리지

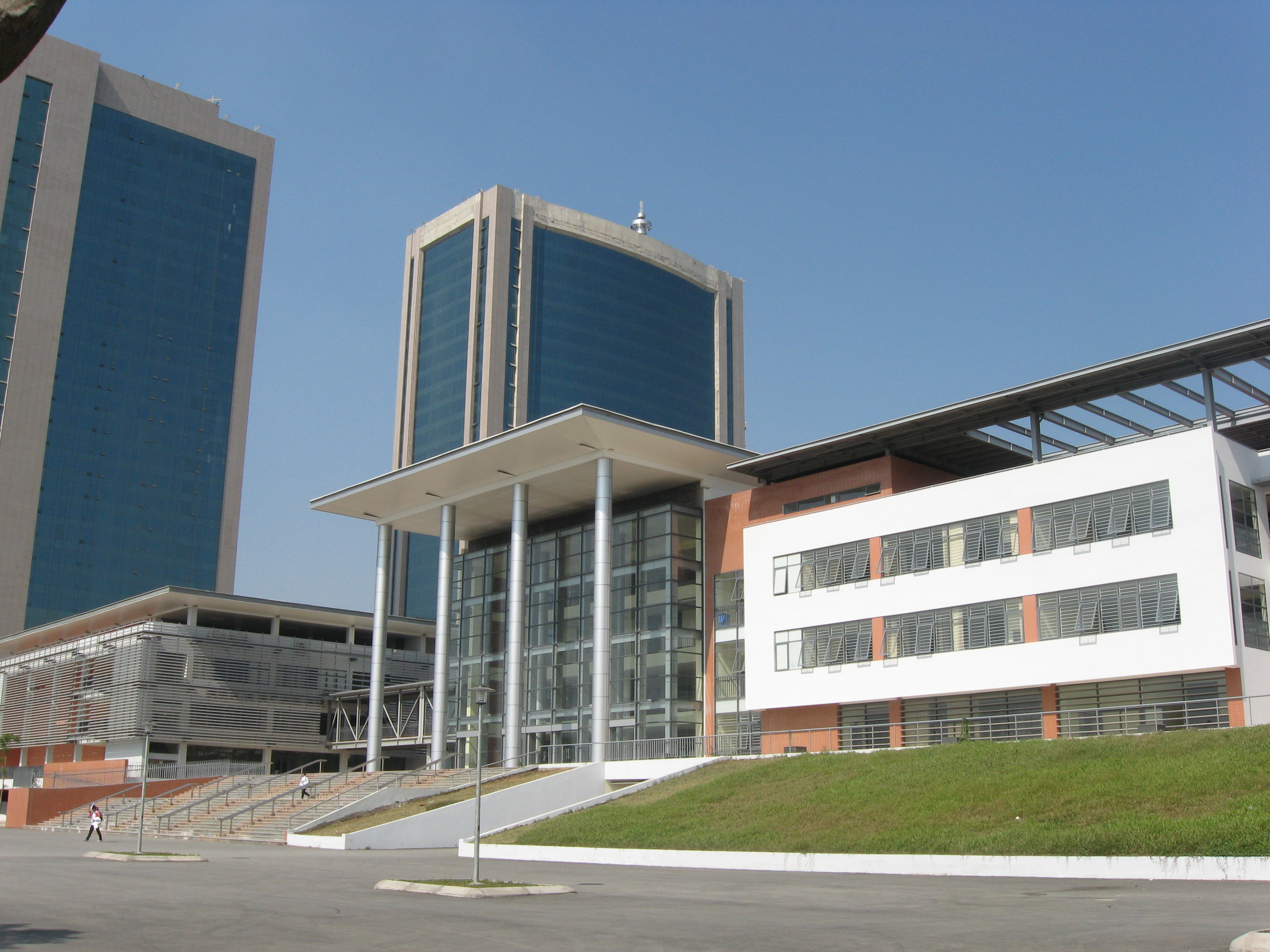
하노이 - 암스테르담 고등학교

하노이는 프랑스령 인도차이나의 수도로 인도차이나 최초의 서구식 대학들이 세워진 곳이다. 현재의 하노이 의과대학의 전신인 1902년의 하노이 메디컬 컬리지를 비롯하여 하노이 국립대학의 전신인 인도차이나 대학이 1904년에 세워졌다. 현재의 하노이 예술대학의 전신인 인도차이나 예술대도 1925년에 건립된 것이다.
- 하노이 국립 대학교
- 하노이 의과대학

1954년에 공산주의 정당이 정권을 넘겨받은 이후에는 구 소련의 지원으로 많은 대학들이 세워졌다. 그 중에서도 하노이 공과대학은 베트남 최대의 공대로 남아 있다.
하노이는 베트남 최대의 교육 중심이다. 과학자들의 62%가 이 곳 하노이에서 일하거나 거주하는 것으로 추측된다. 매년 시행되는 대학입학 시험은 2차 교육과정을 마친 학생은 누구나 응시 가능하다. 하노이의 대부분 대학들은 공립대학이며, 최근에는 일부 사립대학도 문을 열어서 학사운영을 하고 있다. 1988년에 건립된 탕 롱 대학은 프랑스와 하노이에 거주하고 있는 베트남인 수학교수에 의해 건립된 최초의 사립대학이다.
베트남의 주요 대학들이 하노이에 있기 때문에 하노이의 대학에 입학하고자 하는 다른 지방의 학생들(특히 북부쪽)은 입시를 위해 이곳 하노이로 와서 보통 몇 주씩 머물면서 시험을 준비한다. 이러한 학생과 학부모의 이동은 6월과 7월에 매년 일어나는 현상이다. 최근에는 교육부가 이러한 입학시험을 주관하고 있으며, 합격 점수는 대학이 결정한다.
비록 국가가 운영하는 공립유치원이 있기는 하지만 현지인과 외국인들의 수요를 충족하기 어렵기 때문에 많은 수의 사립유치원이 병행 운영되고 있다. 하노이의 초등학교는 대부분 국영이며 학교의 시스템은 미국의 12학년제와 비슷하고, 1학년~5학년은 초등과정, 6학년~9학년은 중등과정, 10학년~12학년은 고등과정이다.

## 관광

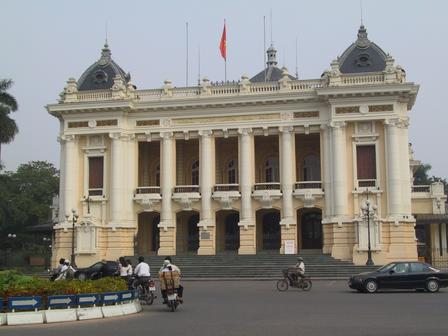
하노이 오페라 하우스

- 수상 인형극은 원래 농한기의 농민의 오락이 예술로 승화된 것이다. 전통 음악에 맞추어 많은 인형들이 수상에서 극을 선보인다.

- 하노이 구시가지는 11세기 하노이가 수도로 지정된 이래 계속 번영을 누려온 지역으로 호안끼엠 등의 지역이 여기에 속한다. 좁은 골목이 미로같이 얽혀 오래된 거리가 계속 펼쳐진다. "하노이 36통"이라고 친밀감을 담아 부르며 각각의 큰 길을 「은대로」 「면대로」 「한방약 대로」 등으로 부른다. 일찍이 그곳에서 활발히 거래된 품목의 이름이 붙어 있다. 지금은 그 이름에 따른 특산물 이외에도 많은 상품을 판매하고 있어서 그 특성을 잃어가고 있다.

- 호안끼엠호는 시의 중심에 위치하는 호수이다. 공원으로 정비되어 시민의 휴식의 장소가 되고 있고, 호수의 한 가운데에는 응옥선 사당(玉山祠)이 있다.

- 호찌민 묘

베트남의 독립 혁명 지도자 호찌민을 봉안한 묘지이다. 베트남 독립선언문을 낭독했던 바딘 광장의 중앙에 2년의 세월에 걸쳐 높이 21.6m에, 3층으로 지어져 1975년 9월 2일에 완성되었다.
- 문묘는 공자의 사당이다. 1442년부터 1787년까지 과거에 합격한 사람의 명단이 새겨져 있다. 정문에서 들어가면 1805년에 건축된 규문각이 있는데 이곳은 1000여 년의 문화 역사를 담겨있는 하노이시의 상징이며 베트남 사람의 호학정신을 상징하는 건축물이다.

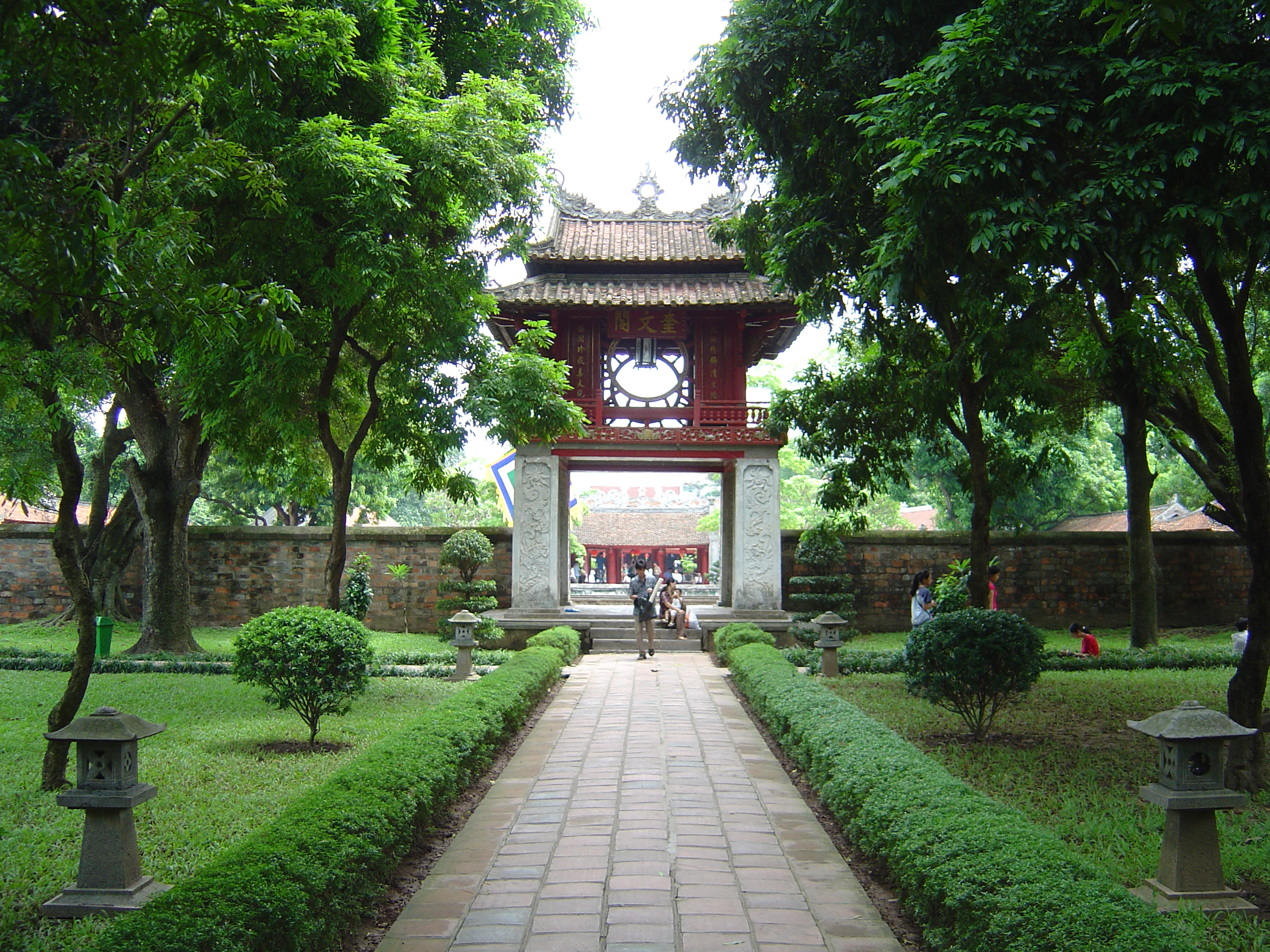
문묘의 입구

- 하노이 오페라 하우스

프랑스 식민지 시절인 1901년부터 1911년 사이에 세워진 건축물로 바로크 양식으로 지어졌으며, 프랑스 식민지 관리들이 콘서트와 공연 등을 보기위해 건축했다. 건축가 샤를 가르니에가 디자인했으며, 1911년 완공했다.
- 성요셉 성당

1872년 프란시스 가르니에가 하노이를 점령한 뒤 반란군의 소요를 완전히 진압하고 1886년 12월에 완성시켰다. 노트르담 대성당을 닮은 건축 양식으로 19세기말 고딕 복고풍의 신고딕 양식으로 지어졌다.
- 호아로 수용소는 1896년에 프랑스 정부가 설치한 감옥으로 베트남 전쟁 때에는 미국 병사의 포로수용소로도 사용되었다. 현재는 일부를 박물관으로 개조해 두었다.
- 롱비엔 다리는 프랑스 식민지 시대에 건설된 하노이 시가와 동부 지역을 연결하는 다리로 홍하에 걸쳐 있다. 베트남 전쟁 때는 보급로를 끊기 위해 수차례 폭격당했지만 그 때마다 보수되어 왔다. 현재에도 다리로 사용되고 있는 역사의 증인이다.

### 식민지 시대 건축물

베트남 역사 박물관

프랑스령 인도차이나의 식민지 지배 하에서 프랑스 식민지배의 행정중심지로 프랑스 식민지 스타일만의 독특한 양식으로 지은 많은 건축물들이 오늘날에도 남아 있다.
- 하노이 오페라 하우스
- 대통령궁 (현 주석부)
- 베트남 은행(인도차이나 은행의 전신)
- 성요셉 성당
- 소피텔 메트로폴 호텔 하노이
- 베트남 혁명 박물관
- 롱비엔 다리
- 하노이 역

### 박물관
하노이에 많은 수의 박물관들이 남아 있다.
- 베트남 역사박물관
- 베트남 미술 국립박물관
- 베트남 민족학 박물관
- 베트남 혁명 박물관
- 하노이 힐튼
- 호찌민 박물관
- 하노이 박물관

### 호텔
하노이에는 가장 유서깊은 소피텔 메트로폴 호텔과 힐튼 하노이 오페라 등과 같은 유명한 고급 호텔들이 많이 자리 잡고 있다. 1901년에 문을 연 소피텔 메트로폴은 프랑스령 식민지 시대의 유적이기도 하다. 그런 고풍스러움이 주는 멋으로 인해 2007년 꽁데 네스트 트래블러 잡지에 의해 아시아 두 번째로 가장 좋은 호텔로 선정되기도 했다. 그 외에도 JW 메리어트 호텔 하노이 등과 같은 현대식 호텔 체인도 빠르게 자리를 잡고 있다.

## 문화

### 엔터테인먼트

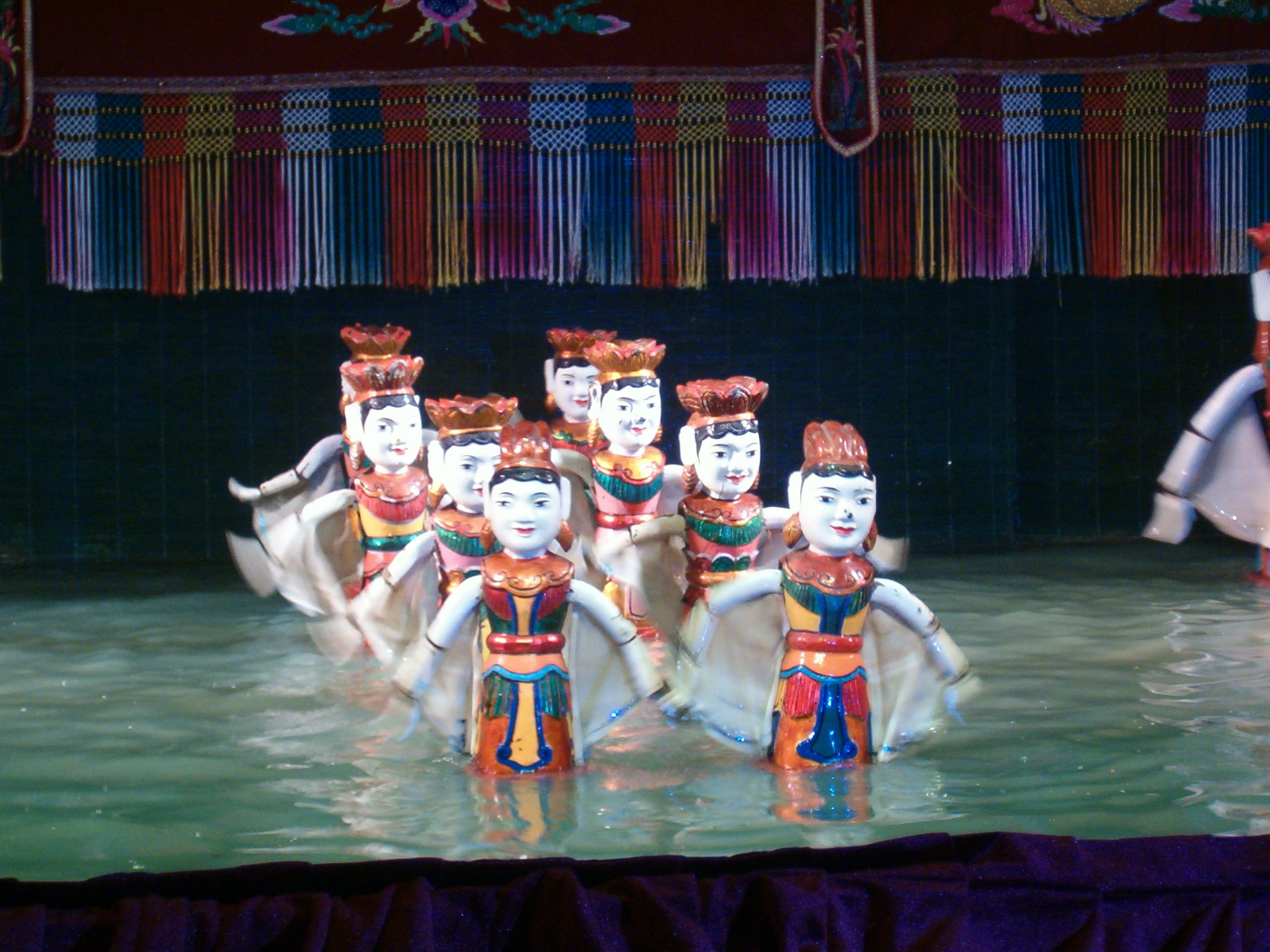
전통극장의 수상인형극

하노이에는 볼거리가 풍부하다. 현대식 또는 고전극장과 가라오케 바, 댄스클럽, 볼링, 각종 쇼핑센터는 여행객들에게 충분한 베트남만의 색깔을 보여준다. 빠른 경제성장과 살인적인 인구증가로 현대식 쇼핑센터가 시내 곳곳에 들어서 있다. 빈콤 시티 타워, 빅 C 탕 롱 슈퍼센터, 루비 플라자, 팍슨 비에트 타워와 뜨랑 티엔 플라자 등의 쇼핑센터가 있다.
하노이는 10개 이상의 영화관이 있으며, 베트남어와 영어 자막을 동시에 보여준다. 현재 메가스타 시네플렉스는 돌비 디지털 사운드 장비가 되어 있는 극장이다. 베트남 국립필름기구는 시내에서 가장 규모가 큰 영화관이며 재건축을 통해 초현대식 건물로 탈바꿈하였다.

### 음식

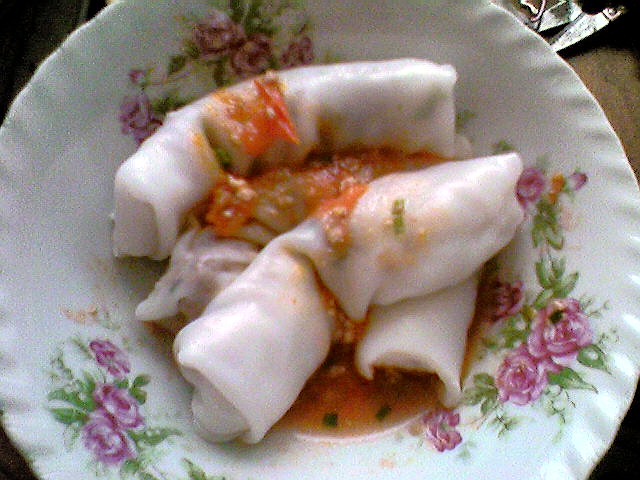
바인 꾸온

하노이는 풍부한 전통 먹거리와 유명한 음식들의 집산지이다. 한국에서 베트남 쌀국수라고 일컫는 퍼를 비롯하여, 생선 요리인 짜 까, 만두피처럼 생긴 ‘쌀 반죽 말이’라는 의미의 바인 꾸온, 쌀요리 꼼 등이 하노이에서 유래되었다고 추측된다.
우리에게 가장 잘 알려진 음식은 베트남 쌀국수인 퍼(베트남어: Phở)로 가정과 거리의 카페, 식당에서 아침으로 많은 사람들이 찾는다. 가장 유명한 것들이 쇠고기를 넣은 포 보(베트남어: Phở Bò)와 닭고기를 넣은 포 가(베트남어: Phở Gà)이다.

## 교통
현재까지도 시민들이 가장 많이 이용하는 교통 수단은 스쿠터이다. 2017년 7월 4일, 하노이 시정부는 2030년까지 오토바이 운행을 전면 금지하기로 결의했다. 이 조치는 공해, 교통체증을 저감하고, 대중교통을 확장하기 위한 것이다. 2002년경부터 시 버스망을 충실히 정비하여, 2004년에는 41개 노선 687대를 정비했지만, 아직도 수요를 충족시키지 못하고 있다. 최근에는 남서부 지역에 사무실 빌딩과 고층주택이 들어섰고 북부에 공업단지가 정비되고 있어 종래의 옛 도시와는 다른 신도시가 생기기 시작하고 있다. 신도시 개발로 인해 사람들의 흐름도 바뀌고 있다.

### 항공

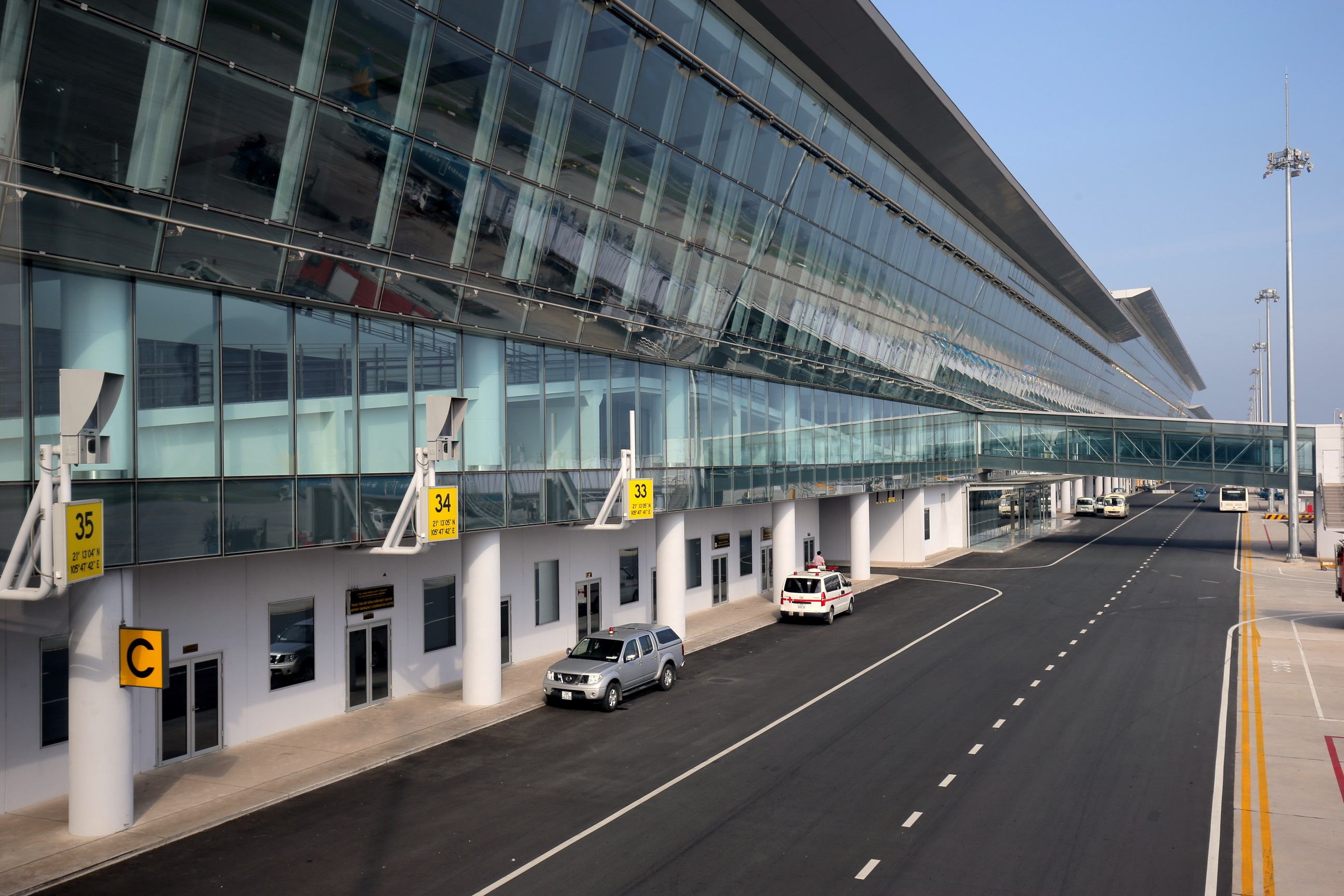
노이바이 국제공항

노이바이 국제공항이 시 외곽에 있다.(자세한 사항은 노이바이 국제공항의 본문을 참조할 것) 이곳에서 하노이 시내까지는 약 30분이 소요되며 택시로 이동할 경우에는 요금이 35만동이며 달러화도 받으므로 17달러로 시내까지 갈 수 있다. 하노이 시내버스 7번 노선이 이 공항을 기점으로 운행되나, 이 버스는 시내 중심가로 가지 않고 하노이 대우 호텔을 거쳐 시 외곽에 위치한 낌마까지 운행한다. 가격은 2007년 기준으로 5천동이다.
노이바이 국제공항에서는 국내선으로 호찌민, 다낭, 후에등 주요 도시를 운항하고 있으며, 국제선으로는 캄보디아, 라오스의 인접 국가와 대한민국, 일본, 중국의 주요 도시 뿐만 아니라 오스트레일리아의 시드니, 프랑스의 파리, 독일의 프랑크푸르트, 러시아의 모스크바를 운항하고 있다.

### 철도

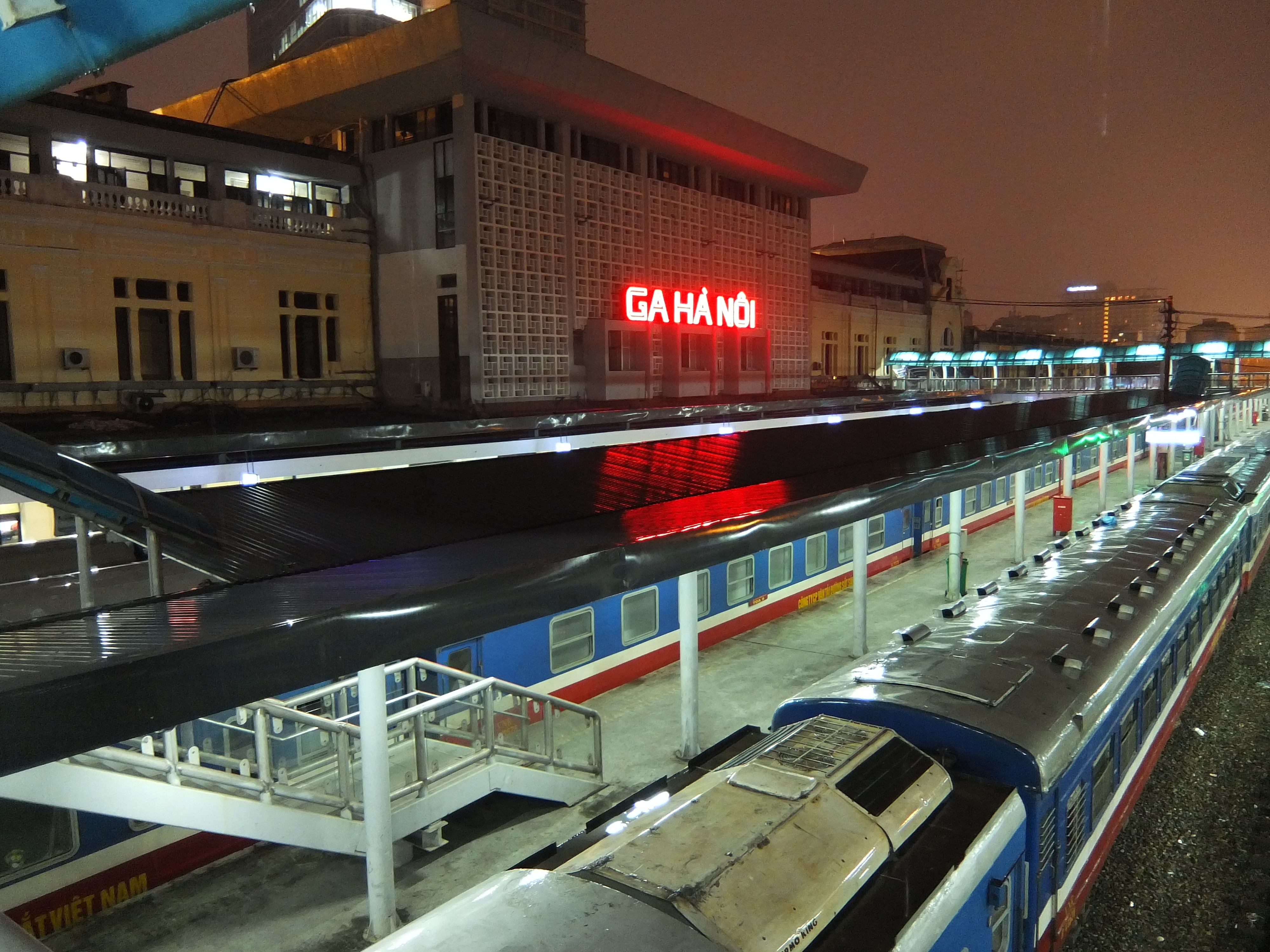
하노이 역 (2016년)

하노이는 베트남 철도 노선의 출발점 또는 원류이기도 하다. 남북선은 하노이에서 호치민까지 운행을 하며, 하노이역에서 이 철도를 따라 각 도시와 지방에 정차를 하며 운행된다. 하노이에서 하이퐁과 바른 북쪽 도시에 연결하는 시발점이다. 남북선은 프랑스 식민지 기간에 건설되었으며, 1899년부터 1936년에 걸친 약 40년의 기간 동안 건설되었다.
하노이역은 베트남 제일의 상업도시인 호찌민시로 향하는 남북선 외에도 중국 쿤밍시, 난닝시 방면으로 향하는 국제 열차편도 운행하고 있다.

### 지하철

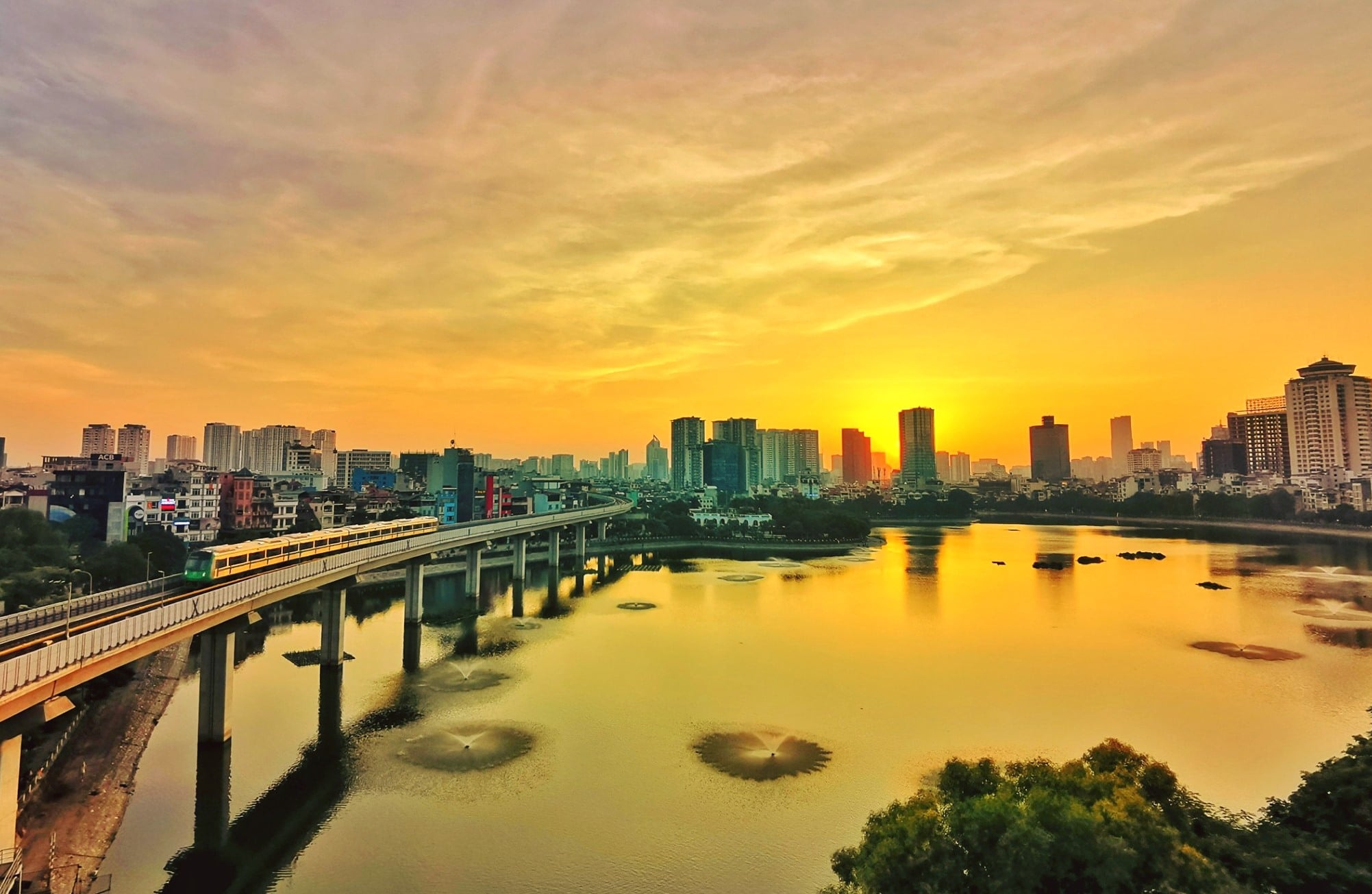
하노이 지하철 2A호선

경제 성장에 따른 자동차와 오토바이의 증가로 하노이 시내의 교통체증과 대기오염은 심각한 문제가 되고 있다. 이런 상황에서 1990년대 후반 이후 베트남 정부와 하노이시 인민위원회가 도시철도의 정비 계획이 여러 차례에 걸쳐 수립되었으며, 2003년에 〈2020년 하노이 교통 계획〉이 설계되었다. 그리고 2018년 응우옌쑤언푹 총리는 2030년까지 하노이시 교통 운수 계획안을 승인했다.  2010년 9월 25일에 프랑스의 알스톰 사가 3호선 건설을 시작했다. 이어 2011년 10월 10일에는 중국중철 그룹 유한공사에 의해 2A호선 건설이 시작되었다. 2A호선은 2018년 9월 20일에 시운전을 시작하고 2019년의 뗏(베트남의 구정, 2월 5일) 전에 오픈을 목표로 하고 있었지만 2019년 4월로 연기되었다. 현재 하노이 지하철 두 노선이 현재 건설 중이며, 2019년 이후에 순차적으로 개통하고 있다.

### 버스

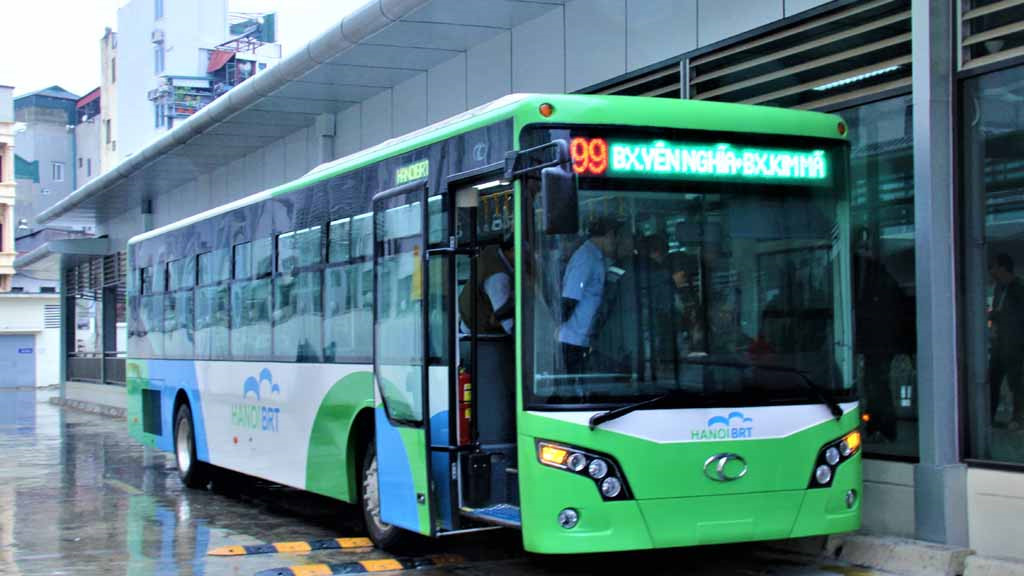
하노이 시내버스

시내 대중교통으로는 프랑스 식민지 통치 시대부터 노면전차가 주력이었지만, 1989년에 전폐되었다. 대신 변전소 등의 인프라와 차량 부품을 활용한 트롤리 버스가 운행되기 시작했지만, 1990년대 초반에 이것도 폐지되어 버스 만 대중 교통이 현재에 이르고 있다.
1990년대 후반 무렵에는 국영기업 두 회사에 의해 13개 노선이 운행되고 있었다.(하노이 버스 : 13개노선 · 차량 220대, 하노이 전기궤도 : 1개 노선 (하노이버스와 공동운행) · 차량 17대) 2002년경부터 버스노선망의 정비를 충실히 하여 2004년에는 41개 노선 687대를 정비했지만, 여전히 수요를 충족하지 못하고 있다.
최근 도심 남서부에 오피스텔 고층 주택이 생겨나고, 도심 북부 공업단지가 정비되면서 기존의 고도와는 다른 새로운 도시가 생겨나기 시작했다. 그로 인하여 사람들의 흐름도 바뀌고 있다.

## 스포츠

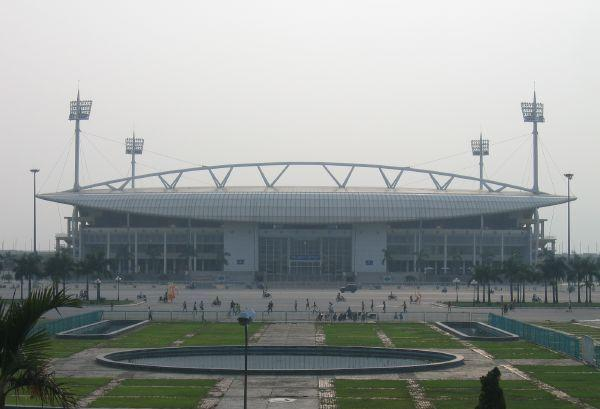
미딘 국립 경기장

하노이시에는 여러 체육관과 경기장이 있다. 가장 큰 것들로는 베트남 축구 국가대표팀이 사용하는 미딘 국립경기장, 콴응우어 스포츠 단지(반까오 거리), 하노이 수상 스포츠 단지 및 하노이 실내 경기 체육관이 있다. 나머지는 시설로는 항더이 경기장이 있다. 제3회 아시아 실내 체육 대회는 2009년에 하노이에서 개최되었으며, 나머지는 하이바트 체육관, 트린 호 호이 체육관, 바통바오 스포츠 단지 등이 있다.
2018년 11월 6일, 하노이는 도시 외곽 도로 서킷에서 첫 번째 FIA 포뮬러 원 베트남 그랑프리의 호스트가 될 것이라고 발표되었다.

## 문학

### 소설
- 황석영 《무기의 그늘》(1991년) (2006년) ISBN 89-364-3350-4
- 안정효 《하얀 전쟁》 (1993년) ISBN 89-12-06106-2
- 박영한 《머나먼 쏭바강》(2004년) ISBN 89-90365-66-X

### 드라마
- 《하노이 신부》 2005년, SBS

## 자매 도시
- 대한민국 서울특별시
- 미국 뉴욕
- 러시아 모스크바
- 일본 도쿄
- 일본 후쿠오카현
- 중국 베이징
- 홍콩
- 태국 방콕
- 튀르키예 앙카라
- 폴란드 바르샤바

## 하노이 갤러리

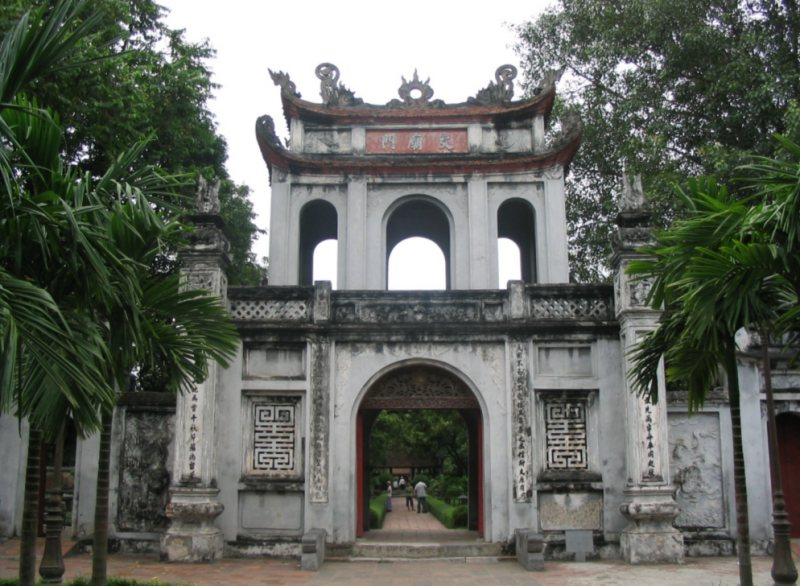
문묘
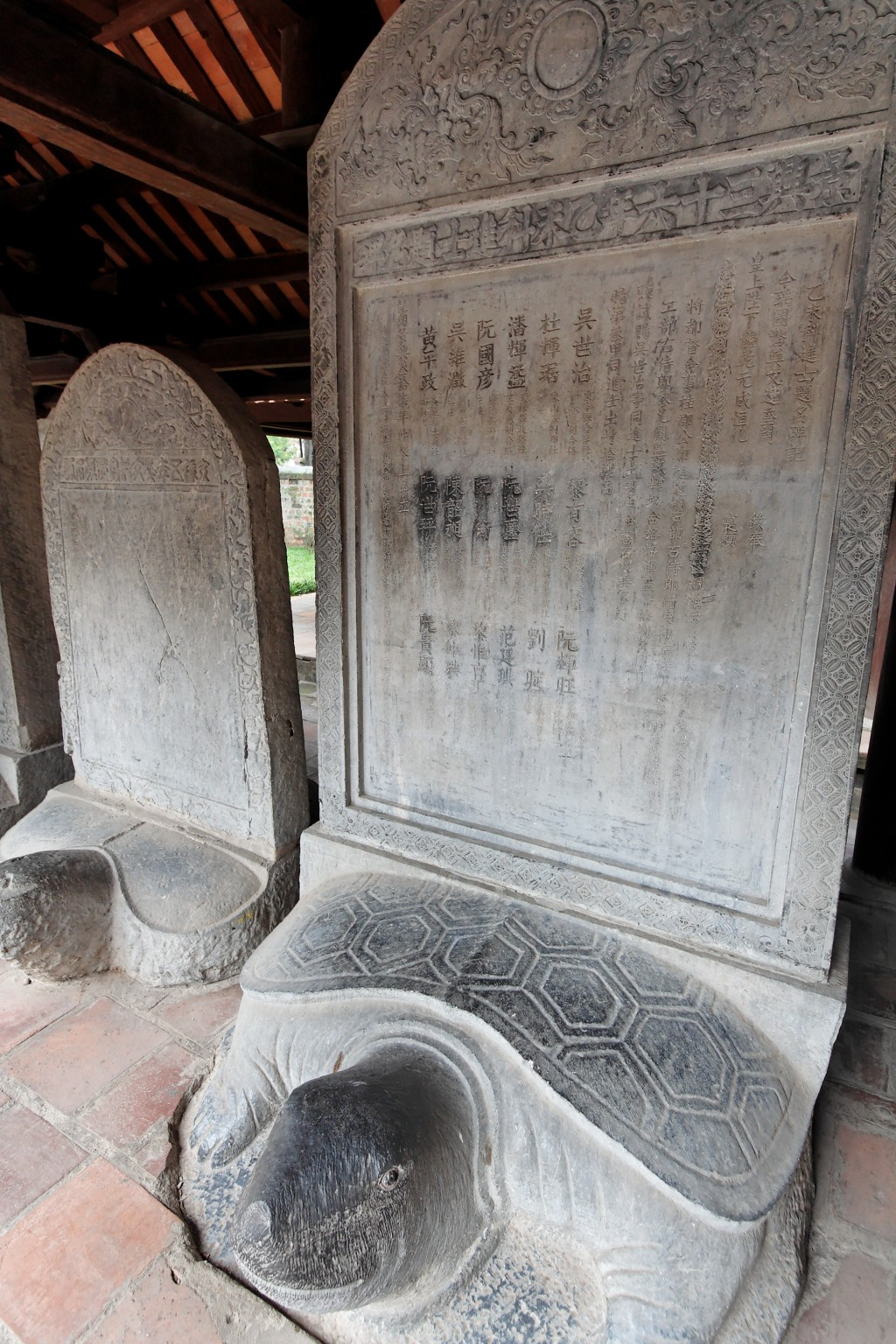
문묘에 새겨진 급제자들의 이름
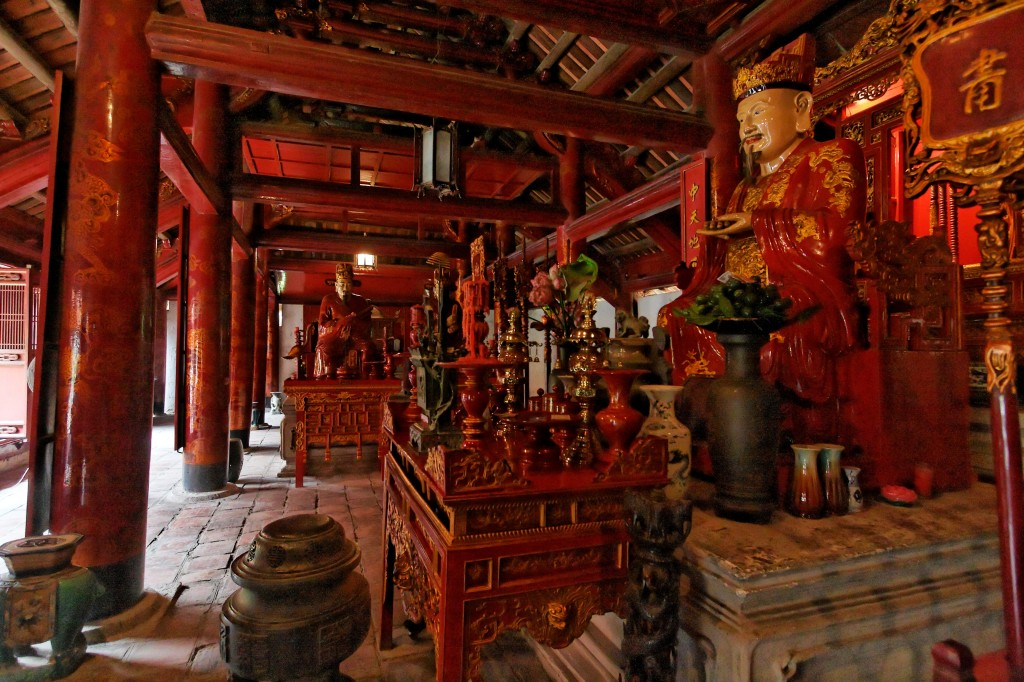
문묘
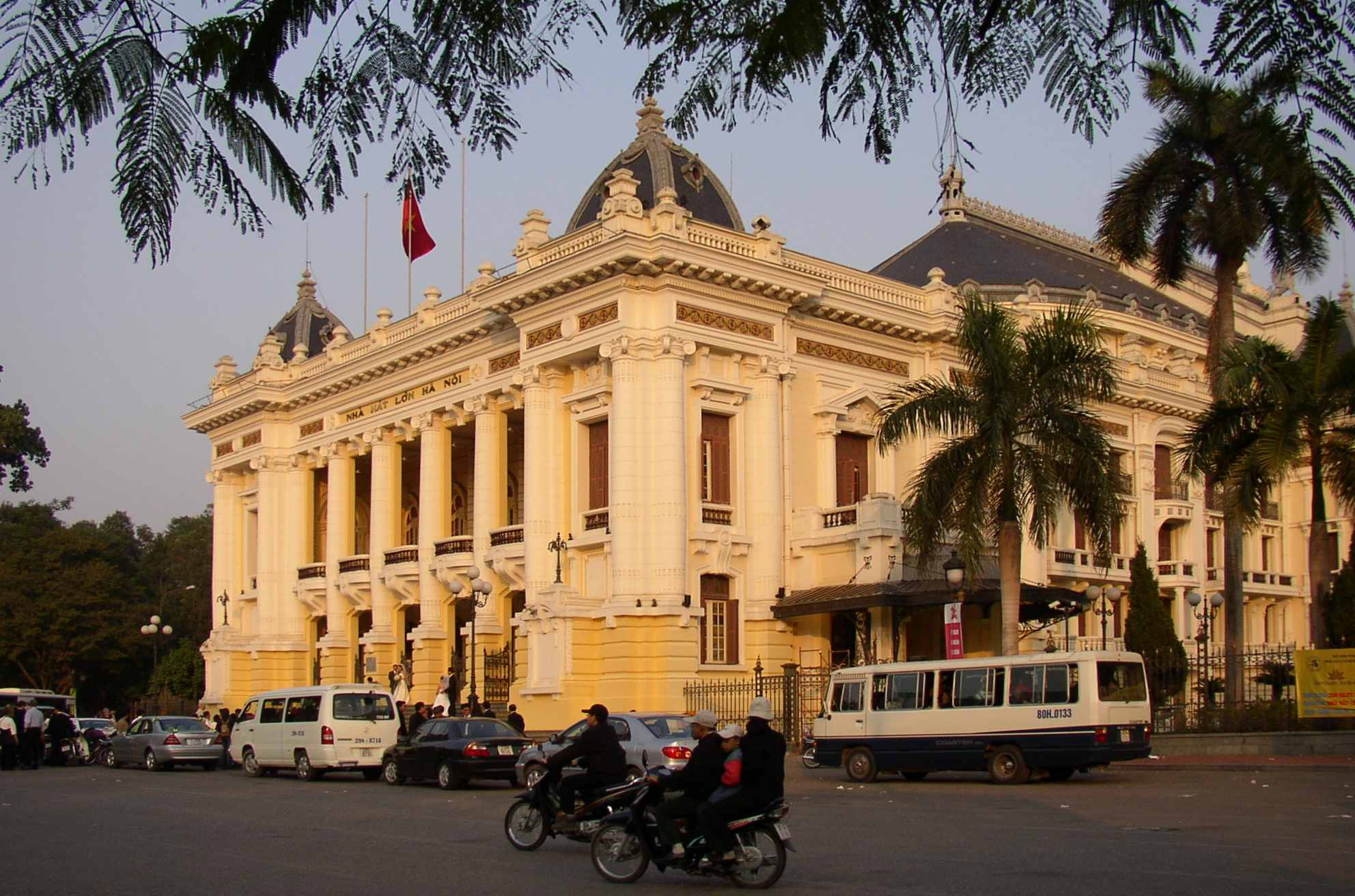
하노이 오페라 하우스
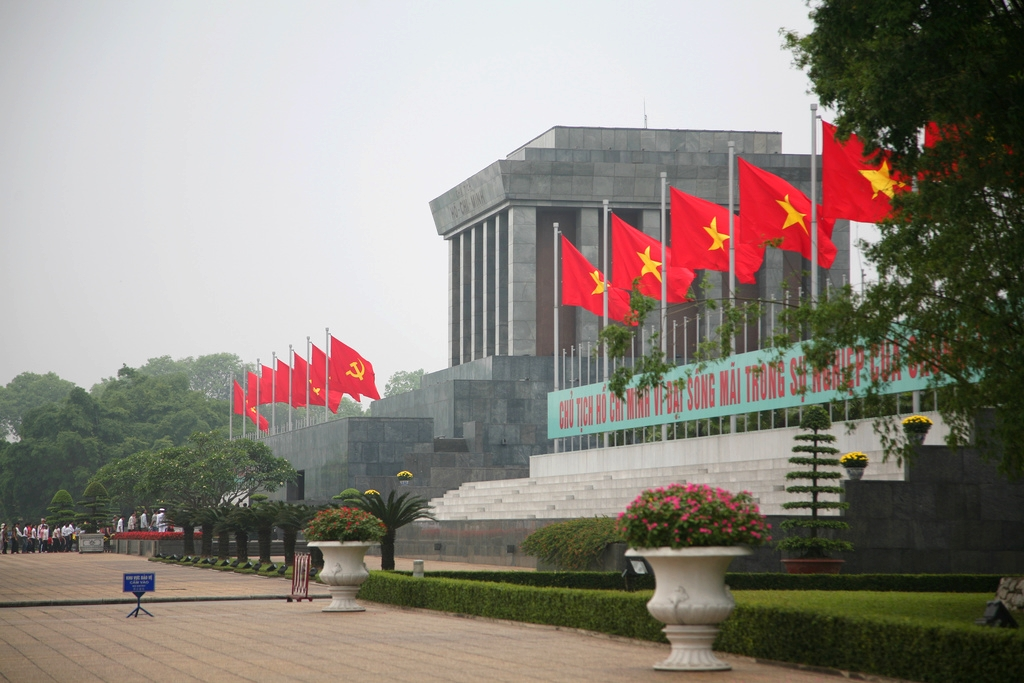
호찌민묘
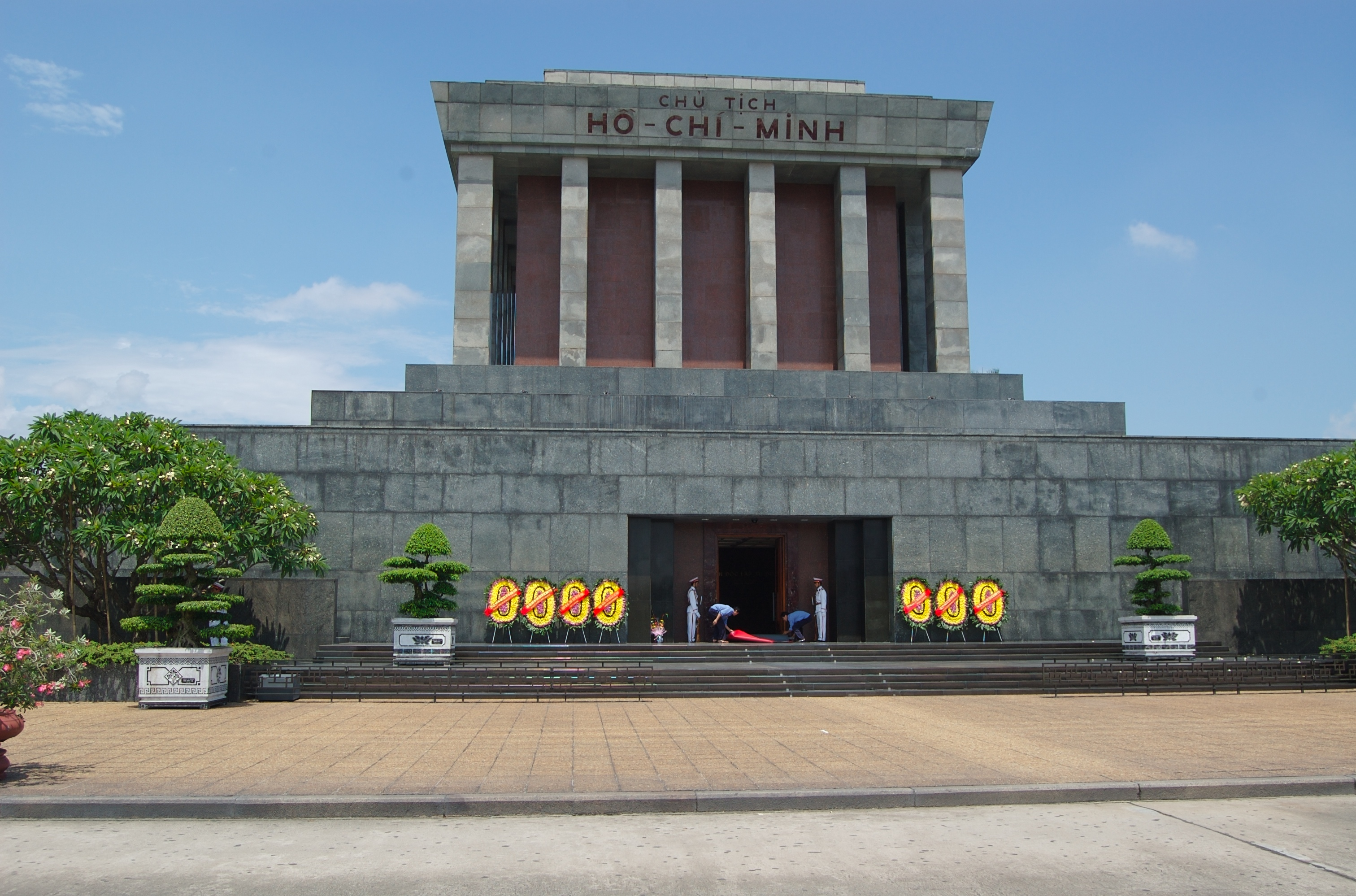
호찌민묘
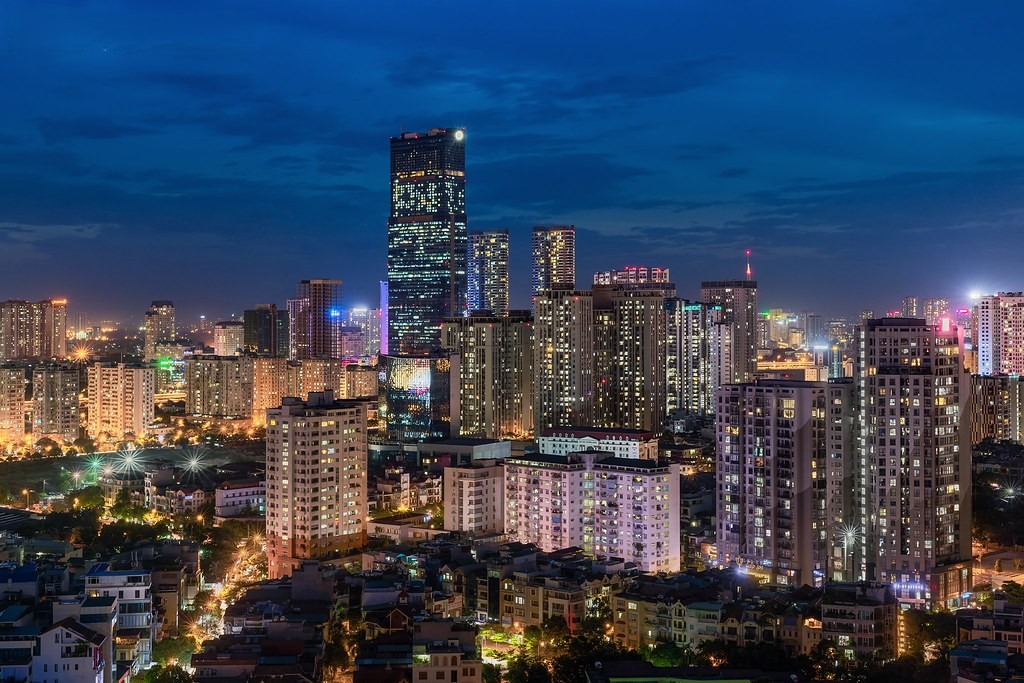
시내
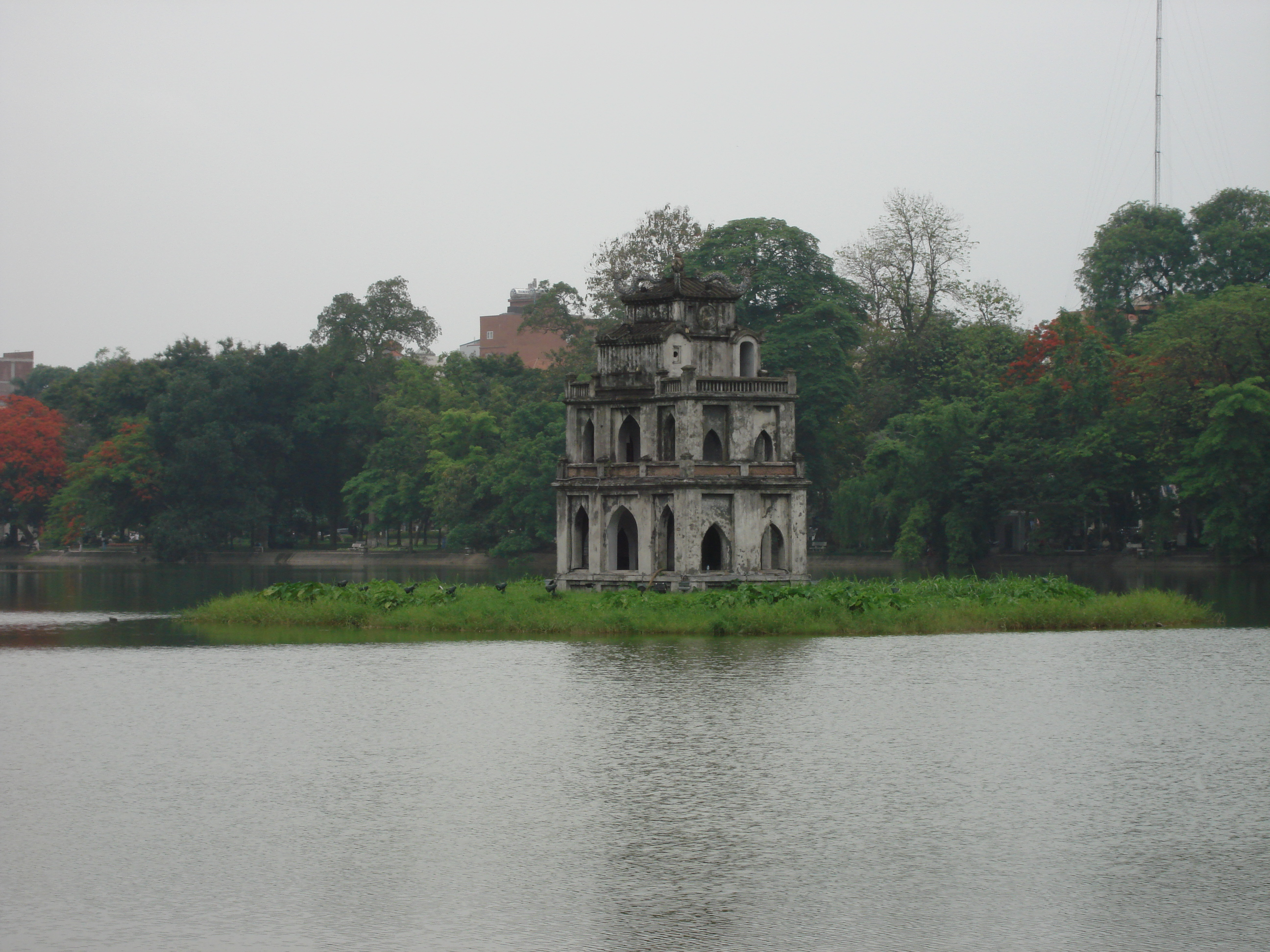
호안끼엠호

## 같이 보기
- 호찌민시